# Kattenbroek
Kattenbroek is een wijk in de stad Amersfoort, in de Nederlandse provincie Utrecht. De in het begin van de jaren 90 gebouwde wijk bevat circa 4600 woningen. De wijk is gebouwd in het buitengebied van de voormalige gemeente Hoogland en genoemd naar de even buiten de wijk gelegen Boerderij Kattenbroek.

## Ontwerp
Uitgangspunt bij het ontwerp was een niet-standaard woonwijk bouwen.
Ontwerper Ashok Bhalotra wilde een gezonde, veilige en vrolijke omgeving, waar mensen zich thuis voelen en kriebels krijgen om te dromen. Hij heeft hiervoor gebruikgemaakt van thema's en metaforen, iets wat vanaf dat moment vaker werd toegepast in de stedenbouw.

## Indeling van de wijk
De hoofdstructuur van de wijk wordt gekenmerkt door bepaalde geometrische vormen, bestaande uit vijf elementen: De Ring, De Laan der Hoven, De Verborgen Zone, Het Masker en De Kreek. De Ring is de centraal gelegen cirkelvormige buurt, ter grootte van het historische stadscentrum van Amersfoort. Hier komen verschillende thema's bij elkaar, evenals De Laan der Hoven en De Verborgen Zone. De Laan der Hoven is een weg die van het noordwesten naar het zuidoosten door de wijk loopt. De Verborgen Zone loopt van noord naar zuid dwars door de wijk, waar zich twaalf kunstwerken bevinden. Het Masker vormt met een lange gebogen lijn de oostgrens van de wijk. De Kreek, gelegen in het noorden van de wijk, verbindt de verspreid liggende oorspronkelijke boerderijen.
Naast de vijf elementen, zijn er ook vijf woonthema's: De Gesloten Stad, Het Fort, De Boerderijenkamer, De Brugwoningen en Wonen aan Wintertuinen, vijf landschappen: Water, Vijver, Bos, Veld en Moeras en vijf stedelijke morfologieën: Laan, Singel, Plein, Steeg en Straat.
In Kattenbroek staan de bekende brugwoningen van architect Leo Heijdenrijk, alsmede een kasbah-project van de bekende architect Piet Blom, genaamd de Gesloten Stad.

## Madelief
In de wijk Kattenbroek werd in 1993-1994 het eerste deel van de televisieserie 'Madelief' opgenomen.

## Galerij

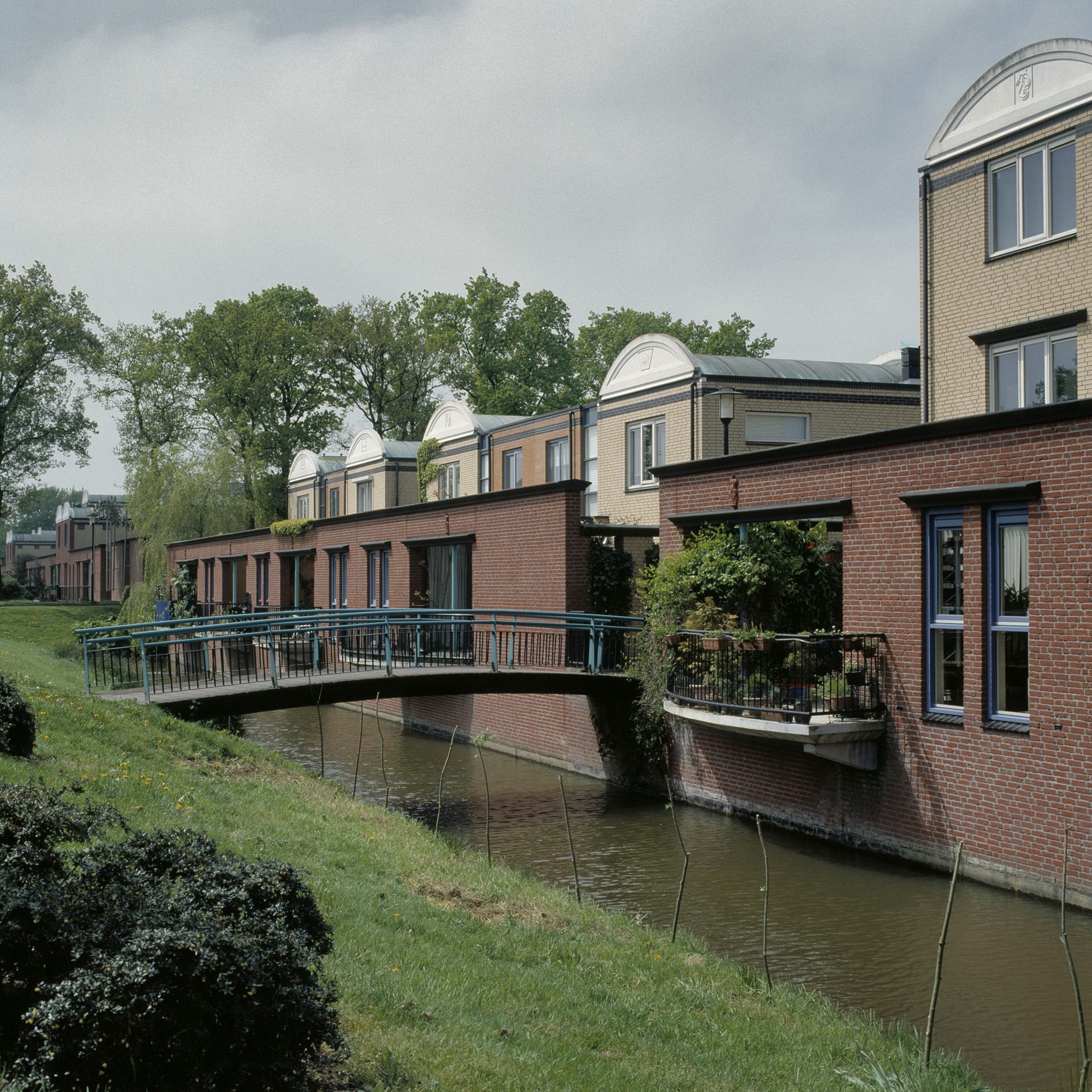
De Nieuwe Muurhuizen
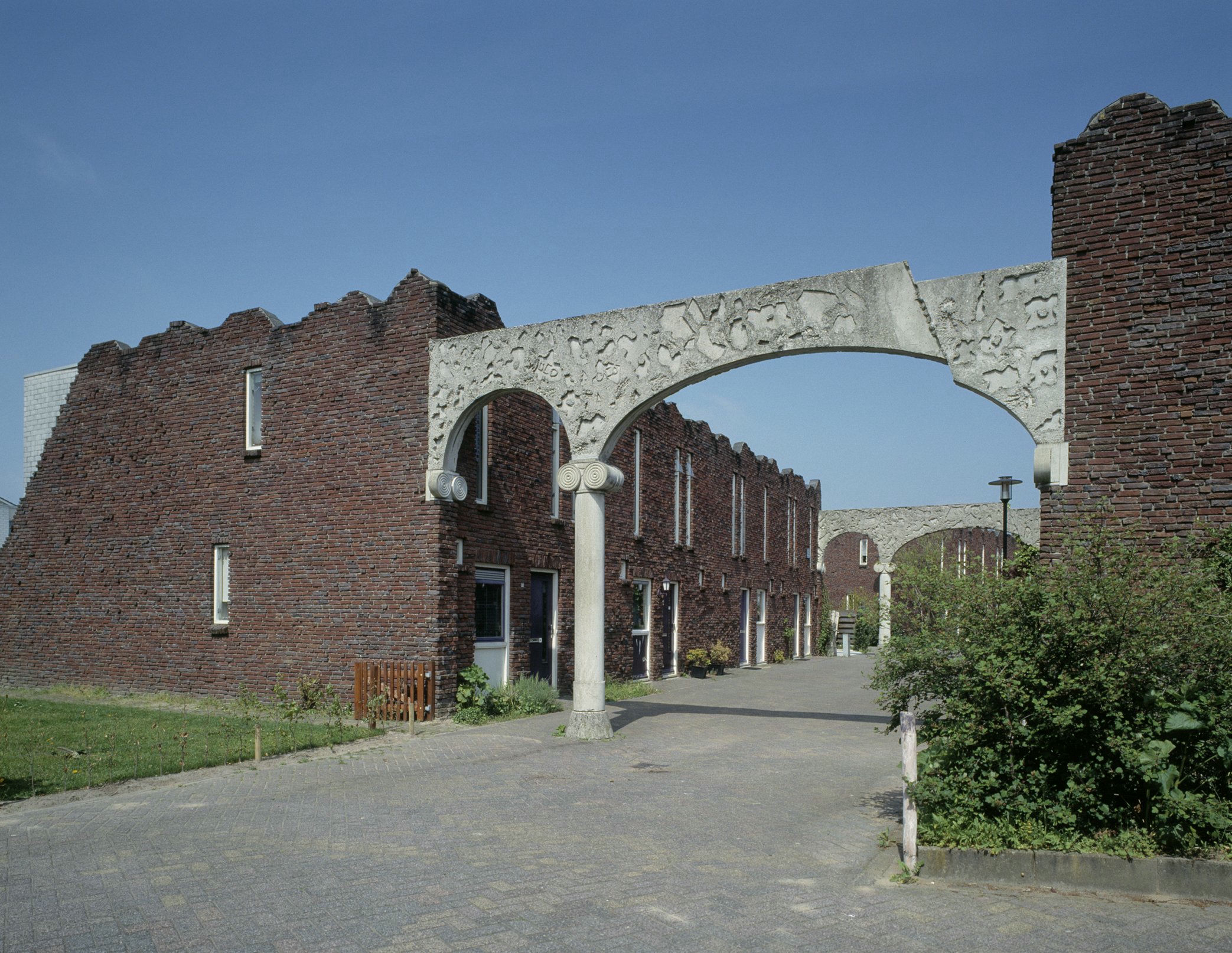
De Ruïnewoningen
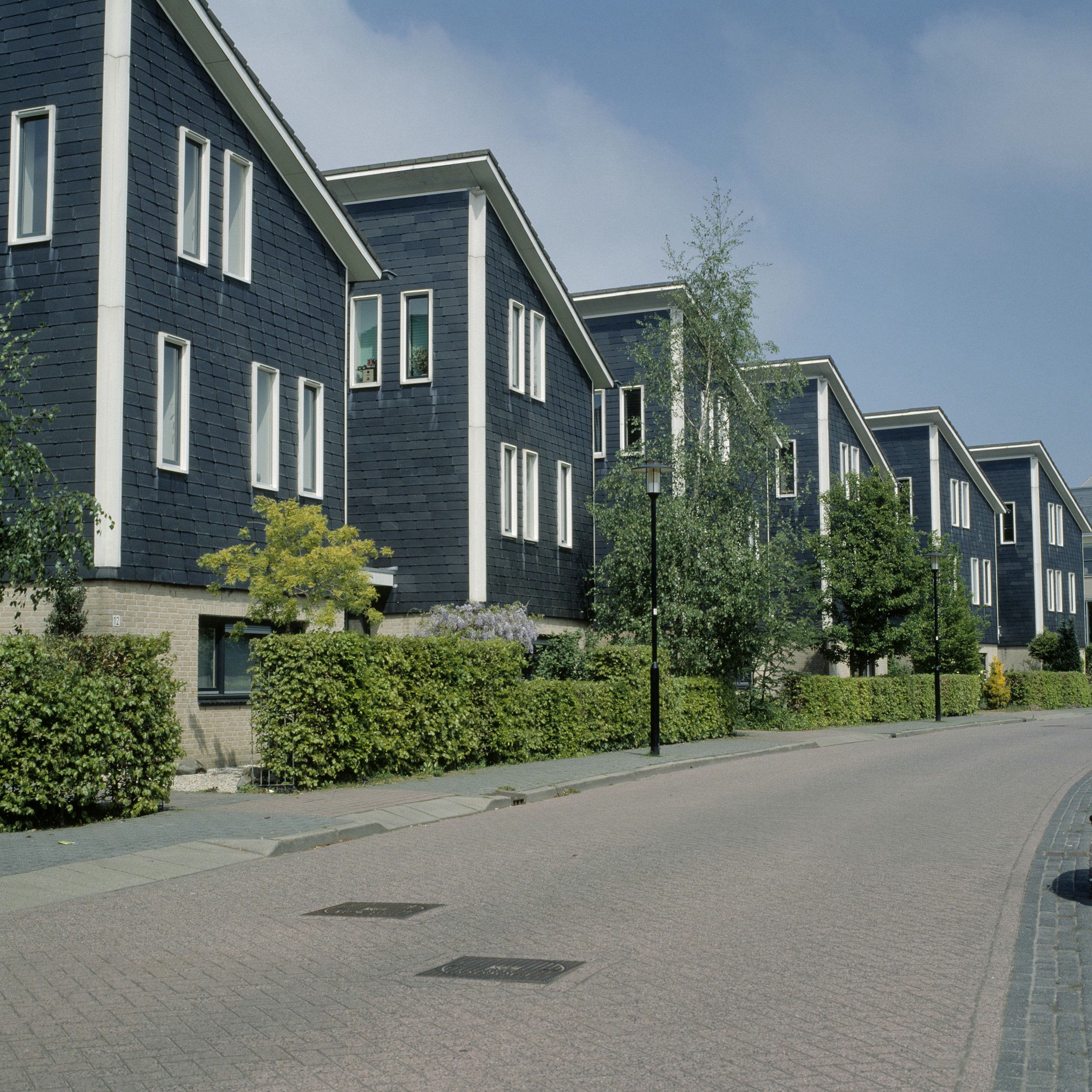
Woningen in het Villabos
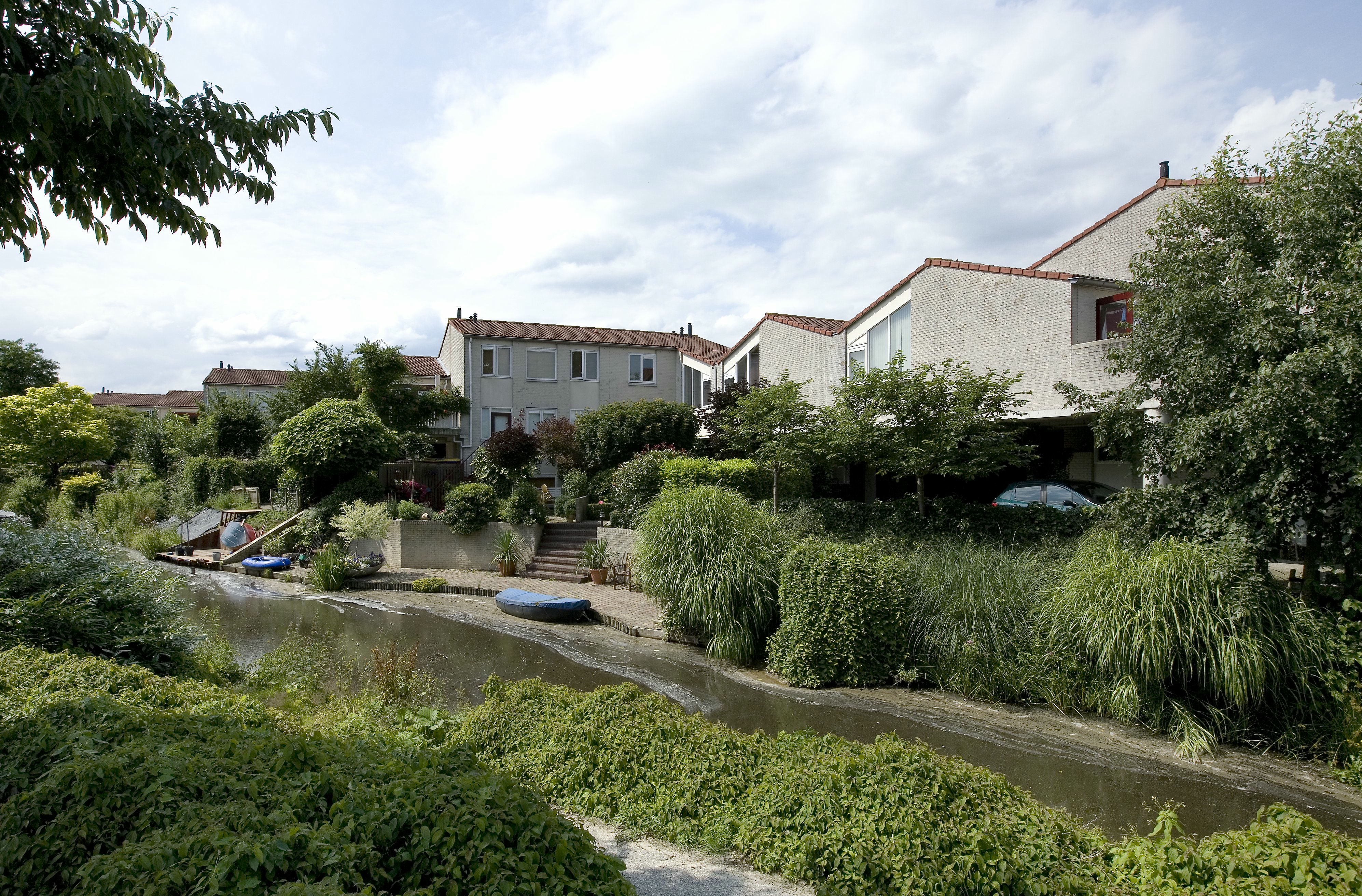
De Gesloten Stad
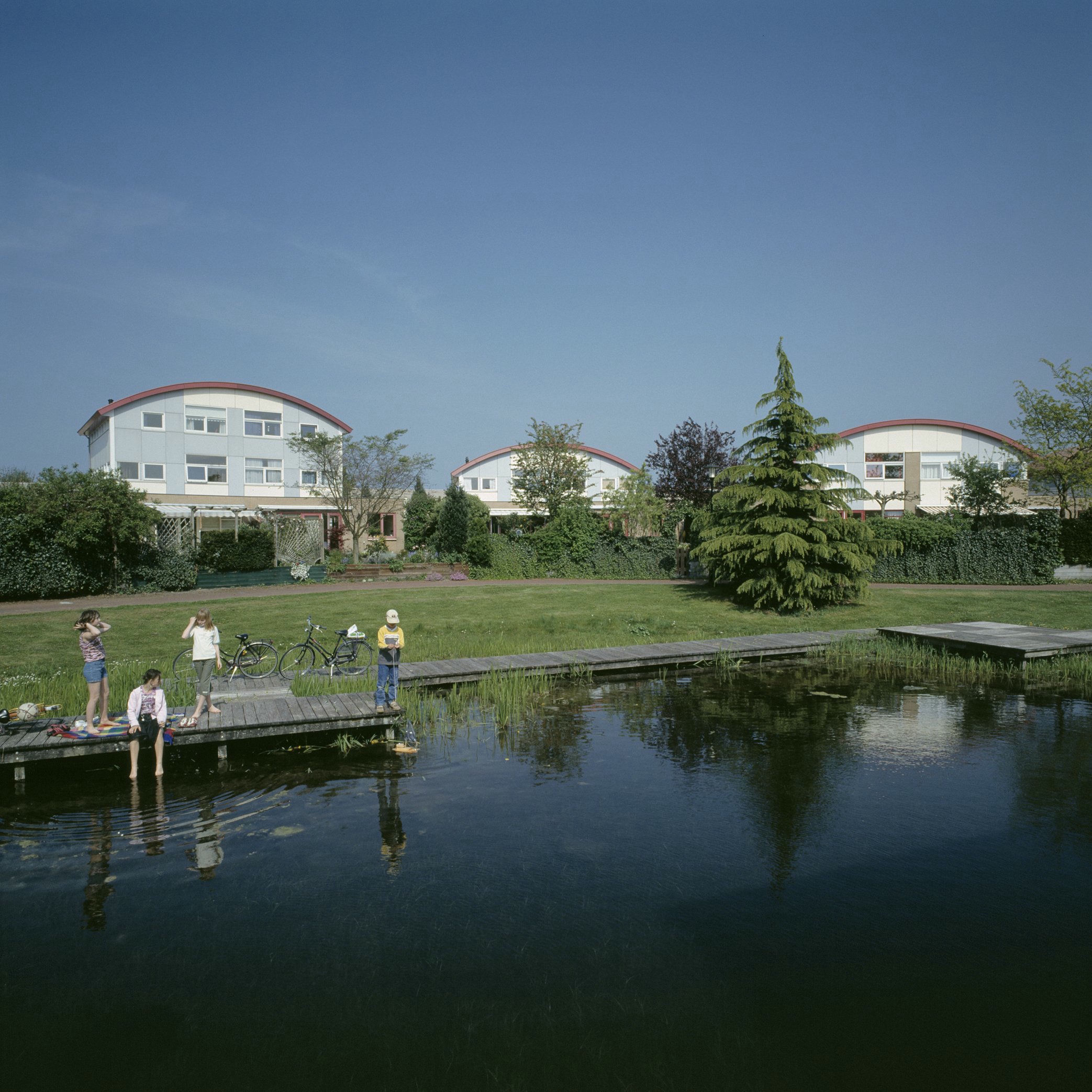
Woningen in Hof der Liefde
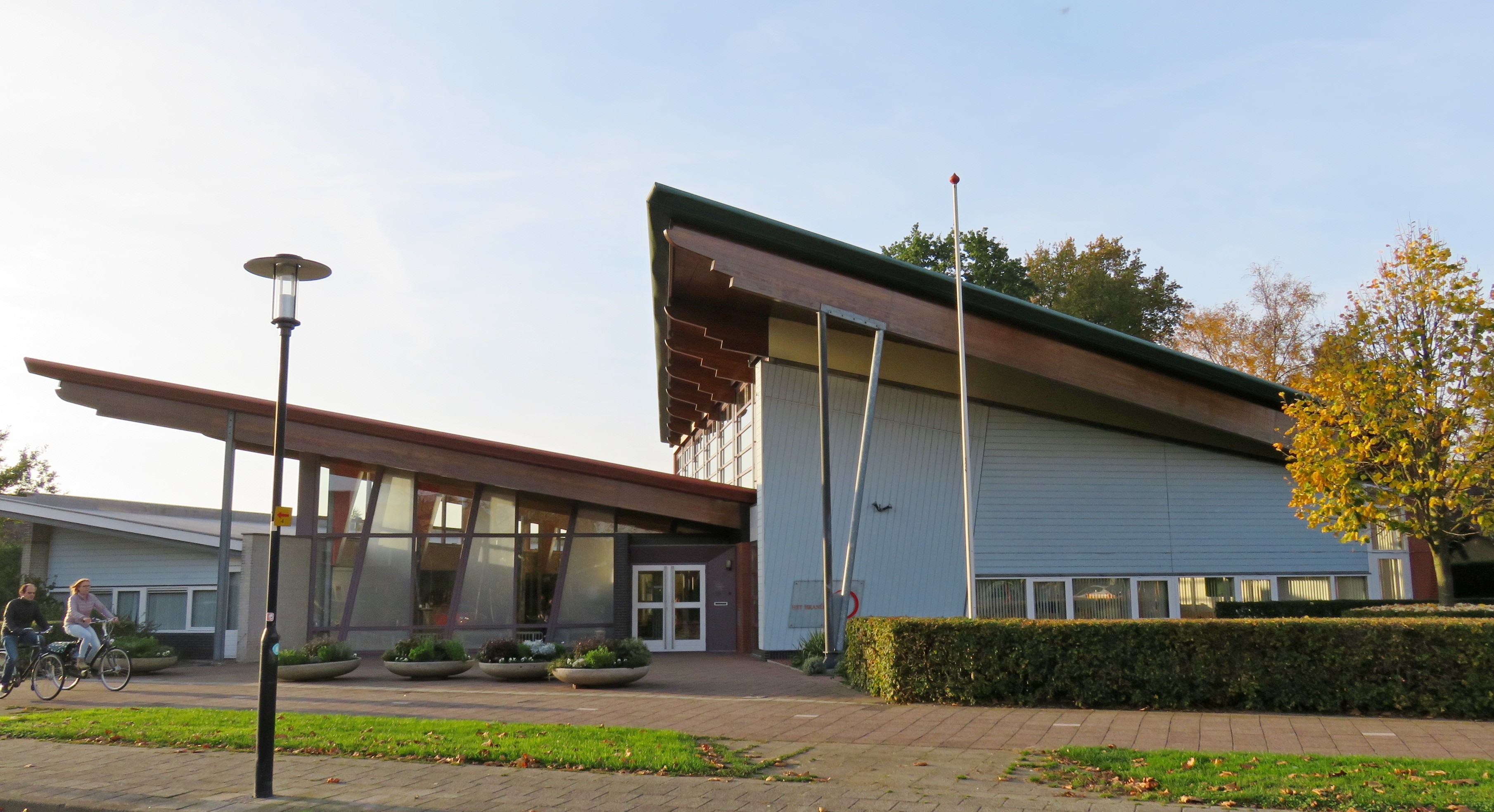
Kerkgebouw Brandpunt